# ヌーリー・マーリキー
ヌーリー・カーミル・ムハンマド・アル＝マーリキー（نوري كامل محمد المالكي, Nūrī Kāmil al-Mālikī、1950年6月20日 - ）は、イラクの政治家。2006年から2014年まで同国の首相を務め、その間に内相や国防相も一時的に兼務した。イスラーム・ダアワ党書記長として、政党連合「法治国家連合」を率いる。宗教はイスラム教シーア派。日本の報道では大半が「マリキ首相」と表記・発音している。

## 人物・首相就任
イラク中部カルバラー県ヒンディーヤの出身。バグダード大学卒（アラビア文学専攻）、サラーフッディーン大学で修士号取得。サッダーム・フセイン政権下のシーア派弾圧により死刑判決を受け、1980年にシリアへ亡命（亡命後ジャワード・マーリキーを名乗る）。
2003年にサッダーム政権崩壊後のイラクへ帰国し、バアス党員の公職追放とともに新憲法の草案作りに携わった。2005年イラク移行政府にジャアファリー首相の側近として加わる。イラク正式政府の発足にあたり、当初はダアワ党指導者でもあるジャアファリー移行政府首相が正式政府首相の最有力候補と見られたが、シーア派の利益を優先するジャファリの首相再任はスンナ派とクルド人勢力の反発を受け、アメリカもサドル派とイランに近いジャアファリーへの警戒を強めるなど、正式政府の首相選出は難航した。
このためジャアファリーは首相候補を辞退し、ダアワ党の副代表格であるマーリキーが代わって2006年4月首相指名を受け、2006年5月に発足したイラク正式政府の首相に就任。なお、内閣発足時に内相・国防相など治安関係ポストは、宗派間およびシーア派内の対立で選出が遅れたため、6月にジャワード・ブーラーニーが内相に正式就任するまで、マーリキーが暫定的に内相を兼任した。就任当初は、イラクの治安状況が最低の水準にあったことから短命と見られており、同年6月に米軍がバアクーバ近郊でアブー・ムスアブ・アッ＝ザルカーウィーを殺害した際の記者会見では、「貴方の政権は短命と見られていますが」といった質問が記者団から浴びせられていた。

## サッダーム・フセインの死刑執行
マーリキーは旧フセイン政権関係者に対しては終始強硬の姿勢であり、2006年12月26日に、1982年6月のドゥジャイル村惨殺事件で死刑が確定したサッダーム・フセインと2人の側近およびターハー・ヤースィーン・ラマダーン元副大統領の死刑執行を主導したのはマーリキーである。米国政府はフセイン死刑執行延期を要請したが、「サッダーミスト」（サッダーム支持者）が本人の奪還を目的にテロを起こしかねないとの懸念から受け入れず、判決から4日後の2006年12月30日に死刑執行が行われた。死刑執行についてはジャラール・タラバーニ大統領の署名が不可欠であるが、タラバーニが譲歩し副大統領に署名権限を委譲、更にその委譲された権限をマーリキーが代行する形で執行への手続きを実行。更に、同国の法律ではイスラム教の犠牲祭中は死刑執行を禁じる条項があるため、犠牲祭開催日の30日に差し掛かる数分前に署名が行われるという異例の手続きがとられた。これらの処罰における強硬な政治手法により政敵からは「スターリン」と呼ばれたこともある。2007年2月に新たな治安対策として、米軍と連携した対武装勢力掃討作戦を開始。
2007年4月8日に来日し、9日に明仁天皇と会見。マーリキーが「和解に向けた良い動きがあります」と語ると、天皇は「国づくりが進み、イラク国民が平和に、幸せに暮らせることを願います」と答えた。日本との関係では、2009年1月に、安倍晋三首相特使がイラクを訪問、経済協力など「日・イラク-パートナーシップ宣言」を行っている。
しかし、イラク国内の反米世論は常にマリーキー政権の基盤を脅かし続けている。2008年12月14日、イラクを訪問中のブッシュ大統領との記者会見の席上、ブッシュへの靴投げ事件が発生。靴を投げた記者は禁固刑に処せられる。2009年5月には配給食糧の横流しの容疑によってスダーニ前貿易相が逮捕されるなど、政権与党側の不正取り締まり強化の必要にも迫られた。

## 政権運営
マリーキーは、就任した2006年12月に行われた「ウォールストリート・ジャーナル」の取材において、再選を求めず、退任後は一議員に戻る考えを示していたものの、翌・2007年にジョージ・ブッシュ大統領が断行したイラクへの2万人規模の増派が奏功し、治安回復傾向が顕著になり始めると政権基盤を次第に強化、2009年2月に行われた地方選（同選挙には、これまで投票をボイコットしてきたスンナ派諸政党も参加）ではマーリキー率いるダアワ党を含めた政党連合「法治国家連合」が圧勝。バグダード県やバスラ県などで第一党の座を獲得した。ダアワ党はシーア派イスラーム主義のイラク・イスラム最高評議会（SIIC）とは長らく協力関係にあったが、最近では疎遠となっており、前述の地方選では別会派として選挙戦に臨みダアワ党は圧勝を収めた。
2008年10月にマーリキーは、2010年の国民議会選挙について、スンナ派諸部族やキリスト教徒ら非宗派・イラク・ナショナリズム色を強調した会派結成の意向を表明。2010年3月投開票の議会選挙（定数325議席、前回よりも議席が50議席上積みされている）では、マーリキー率いる法治国家連合がバグダード県やバスラ県、ムサンナー県などで勝利し89議席を獲得。しかしながら一度は選挙のボイコットを決定していたスンナ派有権者を取り込んだイラク国民運動が91議席を獲得。このように、明確な勝者が現れなかったため新首相選出は協議が難航し、同年11月中旬になってマーリキーの続投が固まった。また、マーリキー自身は同年の選挙でバグダード選挙区から出馬し66万票を獲得（全候補者中最多得票）し再選を果たしている。同年12月21日、マーリキーは閣僚名簿を議会側に提出、同日、議会の承認を得て首相再任を果たした。ただ、国防相、内相などの主要ポストについては党派間の調整がつかず、暫定的にマーリキーが兼任している。
また、2011年に入り、同じアラブ諸国では長期政権に対する不満からチュニジアにおけるジャスミン革命、エジプトにおけるホスニー・ムバーラク大統領の再出馬断念へとつながったエジプト騒乱、イエメンにおけるアリー・アブドッラー・サーレハ大統領の再出馬断念につながった反政府デモなど政変が相次いでいることから、2014年の任期満了を持って退任する意向を示すと共に、首相3選を禁止するための憲法改正に踏み込む考えも明らかにした。一方で、首相退任後も一議員に留まり影響力を行使する考えも同時に示している。
しかし、2014年4月の議会選挙で、マーリキーは3選を目指す方針を示した。この選挙では、マーリキーが党首を務める法治国家連合は、最多得票となったが過半数には届かず、その後も連立を巡って各派が対立し、マーリキーも退陣の意思を示さず、イラクは政治的に混乱した。
スンナ派の排除を進めるマーリキーの政策は、スンナ派の不満を増大させ、過激派組織ISILなどのスンナ派の武装勢力の拡大につながっているとされる。2014年6月、ISILは、イラクの各都市を攻撃し始めたが、それら都市の住民の中には、武装勢力に協力する者もいるとされる。
マーリキーは、この攻撃に対して対処できておらず、またマーリキーの主眼はシーア派の拠点と、自らの統治機構を死守することにあるとされる。このため、イラク国民には、マーリキーをイラク国家の代表ではないとする意見も少なくない。
2014年8月11日、ISILの勢力が拡大する中、フアード・マアスーム大統領は挙国一致体制を作るため、ハイダル・アル＝アバーディ連邦議会副議長を次期首相に指名、シーア派偏重とされるマーリキーを排除する方針を示した。アメリカ合衆国は、このマアスーム大統領の方針を全面的に支持、日本の外務省も歓迎を表明し、佐藤地外務報道官が談話を発表した。さらにシーア派のマーリキーにとって強力な後ろ盾であったシーア派国家イランも、イラク連邦議会議員の過半数がマーリキーの続投に反対し、イラクのシーア派勢力内でもマーリキーへの反発の声が高まっている事を受けて、マアスーム大統領の方針を支持した。マーリキーは、このマアスームの動きを憲法違反として、反発している。しかし、2014年8月14日、マーリキーは退陣と共に、アバーディへの支持を表明した。
2014年9月8日、ハイダル・アル＝アバーディを首相とする新内閣が発表された。マーリキーは3人の副大統領の1人となった。なお、イラクでは副大統領は名誉職の意味合いが強い職である。